# Анданте
Анда́нте (італ. Andante — той, що іде) —
1. позначення помірного темпу, що відповідає повільному кроку (темп метроному — 58–72 удари на хвилину[1]).
2. музична п'єса або частина її, яка виконується в цьому темпі і не має спеціальної назви.